# 路易斯·海曼·比恩
路易斯·海曼·比恩（英語：Louis Hyman Bean，1896年4月15日—1994年8月5日）是美國經濟和政治分析家，曾準確預測哈里·S·杜鲁门在1948年總統選舉中勝出。
比恩出生於俄罗斯帝国立陶宛，1906年跟隨家人移居美國新罕布什尔州拉科尼亞。在接受初步教育並取得文學士學位後，比恩入讀哈佛商学院，並於1922年獲得工商管理碩士。1923年，比恩加入美国农业部轄下的農業經濟局，從事農業收入和價格指數的估算工作。比恩製作的圖表曾在國會討論麥克納里-豪根農場救濟法案時被使用。比恩與亨利·阿加德·华莱士關係密切，除了擔任後者的顧問，他還參與了華萊士數本著作的編寫工作。此外，比恩撰寫了不少文章，一些更登上期刊《經濟與統計評論》。
1930年代後期，比恩開始對政治分析產生興趣，並預測了許多選舉的結果。比恩成功預測時任總統哈里·S·杜鲁门將在1948年總統選舉中擊敗對手托马斯·杜威，繼續穩坐總統寶座；當時大多民意調查都認為杜威會以決定性優勢擊敗杜魯門，但結果令人大跌眼鏡，《生活》雜誌更稱比恩為杜魯門勝利的「孤獨預言家」。比恩撰寫了不少書籍，最著名的是《選票行為》和《如何預測選舉》。在1950至1960年代，比恩繼續進行選舉分析和預測，當中大部分均是準確。1994年8月，比恩在弗吉尼亚州阿靈頓縣的家中因充血性心臟衰竭辭世。

## 早年經歷
1896年4月15日，路易斯·海曼·比恩出生於俄罗斯帝国立陶宛。比恩全家都是立陶宛猶太人。1906年，比恩跟隨家人移居美国，並定居於新罕布什尔州拉科尼亞，父母在當地做起了乾果生意。在拉科尼亞幾所學校接受初步教育後，他前往纽约州羅徹斯特入讀羅徹斯特大學。1918年，時值第一次世界大战，比恩加入美国陆军擔任中尉。1919年，比恩離開部隊，另一方面他較同班同學提前一年畢業，取得文學士學位。畢業後，比恩在服裝行業擔任助理勞工經理。隨後，他入讀位於麻薩諸塞州的哈佛商学院，並於1922年獲頒工商管理碩士。1923年，比恩與多蘿西·梅·懷爾（Dorothy May Wile）結婚，育有女兒伊利沙伯（Elizabeth）和兒子大衛（David）。

## 經濟分析
1923年，比恩加入了美国农业部新成立的農業經濟局。比恩的工作是以使用統計分析作為制定政策的基礎。作為經濟分析師，他負責估算農場收入和價格指數，同時擔任負責編製該部月度價格報告的委員會秘書。任職分析師期間，比恩多次成功預測農作物、商業和商品價格。比恩與農業部長亨利·坎特韋爾·華萊士的兒子亨利·阿加德·华莱士關係密切，亦是後者的顧問。在國會討論麥克納里-豪根農場救濟法案時，農業部使用了由比恩準備的圖表。1933年，農業部長亨利·阿加德·華萊士任命比恩為《农业调整法》的經濟顧問；比恩在經濟問題上向華萊士提供建議，還參與了華萊士數本著作的編寫工作。第二次世界大战期間，比恩以預算局首席財政分析師的身份在經濟戰委員會工作。1941年至1945年間，華萊士擔任總統富兰克林·德拉诺·罗斯福的副手；後來他一直擔任商務部長，至1946年為止。比恩在華萊士出任副總統和商務部長期間一直為他出謀獻策。
1947年，比恩回到農業部長辦公室，出任農業部長的經濟顧問。1953年，比恩的職位被廢除，最後他選擇退休。比恩撰寫了許多書籍、小冊子、雜誌文章，部分著作更登上期刊《經濟與統計評論》，主題涉及可支配所得和工業股票價格。

## 政治分析
根據作家西奧多·羅塞諾夫（Theodore Rosenof）的說法，比恩在1930年代後期開始對政治分析產生興趣。羅塞諾夫寫道：
比恩解釋時指，自己被《世界年鑑》中自1896年以來各州總統選舉統計數據的彙編所吸引，並從其中發現了一些能引發進一步研究的模式。[亨利·阿加德·]華萊士部長鼓勵比恩循著這個靈感繼續研究。比恩實踐了他稱之為政治分析和預測的「藝術」，他堅持認為這確實是一門藝術，而不是科學。
在1936年總統選舉中，比恩預計羅斯福將以壓倒性優勢獲勝，贏得除缅因州、佛蒙特州、宾夕法尼亚州以外的所有州份。這項預測與大多數民意調查相反，因它們皆預料這場選舉將會勢均力敵，但結果大致證實比恩的預測：羅斯福勝出1936年總統選舉，他獲得523張選舉人票，對手阿尔夫·兰登則獲8張，贏得緬因州和佛蒙特州以外的所有州。比恩認為共和黨在1938年或1942年眾議院選舉中的強勢表現不會幫助他們勝出1940年或1944年的總統選舉。1940年，比恩撰寫書籍《選票行為》（Ballot Behavior）。民意研究公司的克勞德·E·羅賓遜認為，這本書為政治分析家提供了粗略的檢驗標準，應該成為學生工作資料包的一部分。

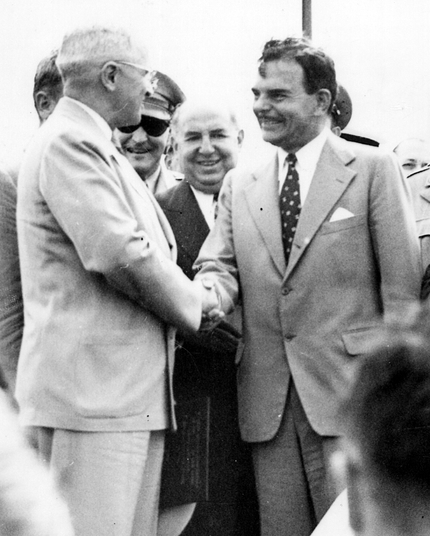
民主黨候選人哈里·S·杜魯門（左）與共和黨候選人湯馬士·杜威（右）在伊德爾維爾德機場落成儀式上的留影。在1948年總統選舉期間，大多民意調查預料杜威會擊敗杜魯門，幾乎只有比恩一人估計杜魯門會勝出這場選舉

1948年總統選舉期間，大多民意調查（包括蓋洛普）預測共和黨人托马斯·杜威將以決定性優勢擊敗現任總統哈里·S·杜魯門。根據比恩的說法，第三方候選人亨利·阿加德·華萊士可能會從民主黨那裡吸納北方選票，從而減少了投給民主黨候選人的選民人數。然而，他注意到1947年底杜魯門在農民和工人階層中的民調支持率有所上升，並稱之為「相當驚人」。同年，比恩推出著作《如何預測選舉》（How To Predict Elections），里士满大学的斯賓塞·奧爾布賴特（Spencer Albright）形容「此書甚至比優秀的《選票行為》更具價值」。耶鲁大学的霍華德·潘尼曼（Howard Penniman）更稱比恩是位富有想像力和思考力的選舉預測者。
有別於其他觀察家，比恩在著作內提及選民投票率高以及共和黨國會政策不受歡迎的可能性，並斷言杜魯門有可能獲勝。在選舉日，杜魯門擊敗杜威，繼續穩坐總統寶座，《新闻周刊》稱這場勝利驚人、難以置信、更是「重大奇蹟」。《生活》雜誌稱比恩為杜魯門勝利的「孤獨預言家」。負責宣傳比恩著作的克諾夫出版社趁機打廣告：「哦，蓋洛普先生！哦，羅珀先生！顯然你不知道比恩的著作《如何預測選舉》。」比恩因成功預測杜魯門勝利而享負盛名。然而，羅塞諾夫認為「事實……有點複雜」，因為據比恩的私人信件顯示，無論他最後如何猶豫不決，他仍「接受了一直顯示杜威在全國範圍內穩步領先的民意調查」。
根據羅塞諾夫的說法，比恩的主要分析方法強調「政治潮汐」概念，類似於歷史學家老亞瑟·史列辛格的週期理論。比恩預測政治趨勢的方法是基於對國家經濟狀況的分析，他還關注影響兩黨投票份額的各種第三黨運動。
羅塞諾夫指出，在1948年之後美國的政治氣候出現變化，導致比恩的分析方法變得不再有用。在1952年總統選舉中，比恩拒絕公開預測，稱自己的方法無法解釋新因素。他支持民主黨人阿德萊·史蒂文森二世，反對德怀特·艾森豪威尔，但結果艾森豪威爾以壓倒性優勢擊敗史蒂文森。而在1962年加利福尼亞州州長選舉中，比恩是少數幾個能夠準確預測時任州長帕特·布朗擊敗前副總統理查德·尼克松的民意調查員。在1950至1960年代，比恩繼續進行選舉分析和預測，當中大部分均是準確。

## 晚年生活和影響
1970年，比恩撰寫了《預測的藝術》（The Art of Forecasting）。羅塞諾夫認為，雖然1948年那場選舉標誌著比恩的崛起，但同時亦標誌著他的影響力達到頂峰。比恩的妻子多蘿西於1991年去世，而比恩亦於1994年8月5日在弗吉尼亚州阿靈頓縣的家中因充血性心臟衰竭辭世。
經濟學家卡爾·奧古斯特·福克斯提及比恩是20世紀上半葉八位主要農業經濟學家之一。比恩以其在1948年總統大選中的成功預測而聞名。民意調查員埃爾莫·羅珀後來辯稱，比恩在《如何預測選舉》一書中沒有做出明確的預測。

## 另見
- 哈里·S·杜魯門1948年總統競選（英语：Harry S. Truman 1948 presidential campaign）

## 備註與腳注
備註
1. ↑  比恩聲稱促使他提早畢業的部分原因是源於服役所得來的學分加乘。[1]
2. ↑  蓋洛普先生和羅珀先生分別指蓋洛普公司和民意調查員埃爾莫·羅珀。杜魯門在獲勝後，成為首位在蓋洛普民意調查中失利但贏得選舉的候選人[28]。羅珀此前曾宣佈他的組織將停止民意調查，因為它已經預測杜威將會取得絕大多數選舉人票獲勝[29]。

腳注
1. 1 2  Hess 1970，第1-2頁.
2. 1 2 3 4 5  FDR Library，第ii頁.
3. 1 2  Rosenof 1999，第63頁.
4. 1 2 3 4 5  Pearson 1994.
5. 1 2 3 4  Pace 1994.
6. 1 2  Rosenof 1999，第65頁.
7. ↑  Businessweek 1951，第64, 66頁.
8. 1 2  Rosenof 1999，第63-65頁.
9. ↑  Schapsmeier & Schapsmeier 1968，第59頁.
10. ↑  Hess 1970，第3-8頁.
11. ↑  FDR Library，第ii-iii頁.
12. ↑  Kennedy 1953.
13. ↑  Businessweek 1951，第64-66頁.
14. ↑  Bean 1946，第199-202頁.
15. ↑  Bean 1947，第199-200頁.
16. ↑  Bean 1952，第260-261頁.
17. ↑  Bennett 2004，第216頁.
18. ↑  Rosenof 1999，第68頁.
19. ↑  Robinson 1941，第240頁.
20. ↑  Visser 1994，第48頁.
21. ↑  Rosenof 1999，第69-70頁.
22. ↑  Albright 1949，第316頁.
23. ↑  Penniman 1949，第265頁.
24. 1 2  Rosenof 2003，第23頁.
25. ↑  McCullough 1992，第710頁.
26. 1 2  Rosenof 1999，第72頁.
27. 1 2  Campbell 2020，第69頁.
28. ↑  Sitkoff 1971，第613頁.
29. ↑  Lemelin 2001，第42頁.
30. ↑  Rosenof 1999，第69頁.
31. ↑  Rosenof 1999，第66-67頁.
32. ↑  Rosenof 1999，第76頁.
33. ↑  FDR Library，第iii頁.
34. ↑  Rosenof 1999，第78頁.
35. ↑  Herberich, Levitt & List 2009，第1260, 1264頁.

## 延伸閱讀
- Bean, Louis H. . American Council on Public Affairs. 1940. OCLC 1316115 （英语）.
- Bean, Louis H. . Alfred A. Knopf. 1948. OCLC 873447 （英语）.
- Bean, Louis H. . Random House. 1970. OCLC 65211 （英语）.